# Rhabdotohispa scotti
Rhabdotohispa scotti es una especie de insecto coleóptero de la familia Chrysomelidae.
Fue descrita científicamente en 1913 por Maulik.